# Březolupy
Březolupy település Csehországban, a Uherské Hradiště-i járásban. Březolupy Svárov, Nedachlebice, Zlámanec, Topolná, Bílovice, Částkov, Komárov, Bohuslavice u Zlína és Šarovy településekkel határos. Lakosainak száma 1723 fő (2024. január 1.).

## Népesség
A település lakosságának változását az alábbi diagram mutatja:
| Lakosok száma | 967  | 1360 | 1485 | 1738 | 1637 | 1669 | 1691 | 1684 | 1664 | 1723 |
|               | 1869 | 1900 | 1921 | 1961 | 1980 | 2011 | 2016 | 2019 | 2021 | 2024 |